# Susanne Geier
Susanne Geier (* 1972 in Berlin als Susanne Herrmann) ist eine deutsche Synchronsprecherin.

## Leben
Susanne Geier begann mit ihrer Arbeit am Mikrofon im Jahr 2001 und ist seitdem im Fernsehen und Kino zu hören. Sie lieh u. a. Amy Adams, Mary Lynn Rajskub, Erica Cerra und Hannah Simone ihre Stimme. Seit 2002 spricht sie in der beliebten Zeichentrickserie SpongeBob Schwammkopf Planktons Computerfrau Karen. Geier ist auch in diversen Anime-Serien zu hören. Unter anderem lieh sie Sayuri Shirakawa in der Anime-Serie Arjuna sowie Kaeda Saitou aus Angelic Layer ihre Stimme. Es folgten Rollen in Devil May Cry, Detektiv Conan und Manga Love Story. 2006 übernahm sie die Hauptrolle Yumiko Readmann in der OVA-Serie Read or Die. Sie sprach weitere Charaktere wie z. B. Ume Noyamanao aus Air Gear, Koyomi Mizuhara aus dem Comedy-Anime Azumanga Daioh und Ritsuko aus der Otaku-Serie Genshiken. 2005 synchronisierte sie in Digimon Data Squad Sarah Damon. In der Martial-Arts-Serie Ikki Tousen – Dragon Destiny lieh sie Kaku Bunwa ihre Stimme.
Von 2004 bis 2009 war Geier die Stimme des täglichen MTV News Mag, moderiert von Markus Kavka, sowie weiterer MTV-Formate wie z. B. MTV TRL und MTV Next. Von 2014 bis 2016 war sie die Studiostimme der ProSieben – Show Mein Bester Feind, moderiert von Joko und Klaas, in der sie den Kandidaten während der Studiospiele die Regeln erklärt. Zudem arbeitet Geier als Sprecherin für Werbung, Hörspiele, Dokus und Sachtexte.

## Synchronrollen (Auswahl)
Jill Talley
- seit 2002: SpongeBob Schwammkopf als Karen
- 2015: SpongeBob Schwammkopf 3D als Karen
- 2020: SpongeBob Schwammkopf: Eine schwammtastische Rettung als Karen
- seit 2021: Kamp Koral: SpongeBobs Kinderjahre als Karen
- 2024: Rettet Bikini Bottom: Der Sandy Cheeks Film als Karen
- 2025: Plankton: Der Film als Karen

Anneliese van der Pol
- 2003–2007: Raven blickt durch als Chelsea Daniels (2. Stimme)
- seit 2020: Zuhause bei Raven als Chelsea Daniels

Hynden Walch
- 2004: Teen Titans als Starfire
- seit 2014: Teen Titans Go! als Starfire

Rachel Nichols
- 2007: Der Krieg des Charlie Wilson als Suzanne
- 2007: P2 – Schreie im Parkhaus als Angela
- 2008: Alias – Die Agentin als Rachel Gibson

Mary Lynn Rajskub
- 2013–2021: Brooklyn Nine-Nine als Genevieve Mirren-Carter
- 2013: Kings of Summer als Captain Davis
- 2014: Californication als Goldie
- 2014: 24: Live Another Day als Chloe O'Brian

### Filme
- 2003: Tatsächlich… Liebe – Ivana Miličević als Stacey
- 2004: Eine französische Hochzeit (Mariages!) – Chloé Lambert als Johanna
- 2005: Saw 2 – Das Spiel geht weiter – Beverley Mitchell als Laura
- 2005: Deuce Bigalow: European Gigolo – Kelly Brook als Beautiful Woman in Painting
- 2005: Frau mit Hund sucht … Mann mit Herz – Julie Gonzalo als June
- 2005: Die Hüterin der Gewürze – Padma Lakshmi als Geeta
- 2005: Edison – Piper Perabo als Willow Summerfield
- 2005: Broken Flowers – Pell James als Sun Green
- 2006: Marie Antoinette – Clémentine Poidatz als Comtesse de Provence
- 2006: Ricky Bobby – König der Rennfahrer – Amy Adams als Susan
- 2006: Dance! Jeder Traum beginnt mit dem ersten Schritt – Jenna Dewan–Tatum als Sasha
- 2006: Idlewild – Malinda Williams als Zora
- 2007: Hairspray – Amanda Bynes als Penny Pingleton
- 2007: The Flock – Dunkle Triebe – Avril Lavigne als Beatrice Bell
- 2013: Vehicle 19 – Leyla Haidarian als Angelica Moore
- 2015: Der Knastcoach – Alison Brie als Alissa
- 2015: In meinem Kopf ein Universum – Gabriela Muskala als Ärztin
- 2020: Der Unsichtbare – Renee Lim als Doktor Lee

### Serien
- 2003: Der Fall John Doe! – Sprague Grayden als Karen Kawalski
- 2004–2005, 2007: O.C., California – Ashley Hartman als Holly Fischer
- 2005–2009: Hotel Zack & Cody – Monique Coleman als Mary–Margaret
- 2005–2011: CSI: Miami – Brooke Bloom als Cynthia Wells
- 2007: Ghost Whisperer – Stimmen aus dem Jenseits – Bre Blair als Lynn Cooper
- 2007: Ghost Whisperer – Stimmen aus dem Jenseits – Andrea Bogart als Linda
- 2007: Green Wing – Sarah Alexander als Dr. Angela Hunter
- 2008–2013: Eureka – Die geheime Stadt – Erica Cerra als Deputy Jo Lupo
- 2010: Ghost Whisperer – Stimmen aus dem Jenseits – Jolie Jenkins als Casey
- 2010: Ghost Whisperer – Stimmen aus dem Jenseits – Megan Ward als Daisy
- 2011: Desperate Housewives – Rochelle Aytes als Amber James
- 2012: The Big Bang Theory – Becky O’Donohue als Siri
- 2012–2018: New Girl – Hannah Simone als Cece Parekh
- 2013: Guys with Kids – Erinn Hayes als Sheila
- 2013: Episodes – Kathleen Rose Perkins als Carol Rance
- 2013–2015: Hannibal – Caroline Dhavernas als Dr. Alana Bloom
- 2013–2015: Wilfred – Fiona Gubelmann als Jenna Mueller
- 2014: Saving Hope – Erin Karpluk als Sonja Sullivan
- 2014–2015: Witches of East End – Rachel Boston als Ingrid Beauchamp
- 2015: Shameless – Bojana Novaković als Bianca
- seit 2017: The Orville – Adrianne Palicki als Commander Kelly Grayson
- 2020: Navy CIS – Mouzam Makkar als Sahar
- 2020: Navy CIS: L.A. – Jessica Blackmore als Jess Adams
- seit 2021: Ginny & Georgia – Brianne Howey als Georgia Miller
- 2022–2024: Navy CIS: Hawaiʻi – Lauren Cook als Dalia Reed

### Zeichentrick
- 1992–2002: Shin–chan – Teiyū Ichiryûsai als Max
- 2002: Azumanga Daioh – Rie Tanaka als Koyomi Mizuhara
- 2002–2005: Mucha Lucha als Buena Girl
- 2003–2004: Arjuna – Aya Hisakawa als Sayuri Shirakawa
- 2005–2006: Teenage Mutant Ninja Turtles – Veronica Taylor als April O'Neil
- 2006: Happy Fish – Hai-Alarm und frische Fische – Reedy Gibbs als Bens Mutter
- 2006: Emma Alien – Candi Milo als Emma
- 2007: Air Gear – Yukiko Hanioka als Shiraume „Ume“ Noyamano
- 2007: Digimon Data Squad – Mari Koda als Sayuri Daimon/Sarah Damon
- 2007: Ikki Tousen: Dragon Destiny – Shiho Kawaragi als Kaku Bunwa
- 2007: Ikki Tousen: Dragon Girls – Haruhi Terada als Kaku Bunwa
- 2007: Read or Die – Rieko Miura als Yomiko Readman
- 2008: Angelic Layer – Ayako Kawasumi als Kaede Saito
- seit 2010: Lou! als Pauline
- 2024: Lego Dreamzzz als Jenny